# Bolitoglossa heiroreias
Bolitoglossa heiroreias é uma espécie de anfíbio caudado pertencente à família Plethodontidae, sub-família Plethodontinae.